# 蕭騰鳳
蕭騰鳳（1539年—？），字明仲，福建泉州府晉江縣人，民籍，明朝政治人物。

## 生平
嘉靖四十三年（1564年）甲子科福建鄉試第三十三名舉人。隆慶二年（1568年）中式戊辰科三甲進士。授廣東南海縣知縣，累升浔州府知府，八年十二月因以违禁驰驿，降六级，贬为县丞，历升夔州府推官、慶遠府同知、常德府知府，十七年（1589年）二月升两淮盐运使。

## 家族
曾祖蕭存，應天府教授；祖父蕭景腆，典史；父蕭文纉，母許氏。严侍下。